# El convidat
El convidat és un programa de televisió d'entreteniment emès per TV3. Es va emetre el primer programa el dilluns 13 de setembre de 2010 en horari de màxima audiència i està plantejat en tretze programes per temporada. Més tard es va passar a emetre a la nit del diumenge. El conductor del programa és Albert Om, que pren el paper de convidat a les vides de persones famoses que destaquen en algun camp.
En cada programa l'Albert és el convidat d'una persona durant tot un cap de setmana. El presentador segueix l'amfitrió a tot arreu on va i per uns dies es converteix en la seva ombra; l'amfitrió li explica que fa cada dia i fan un repàs a la seva vida. Segons Om, es tracta d'un programa de «televisió tranquil·la».
TV3 va penjar a Spotify la llista de cançons que van sonar als diferents capítols.

## Programes i audiència

### Audiències a TV3
| Temporada             | Quota | Espectadors |
| --------------------- | ----- | ----------- |
| Primera (14 episodis) | 24,5% | 748.000     |
| Segona (12 episodis)  | 23,6% | 740.000     |
| Tercera (13 episodis) | 21,8% | 686.000     |
| Quarta (13 episodis)  | 20,3% | 648.000     |

### Primera temporada
La primera temporada del programa va tenir una audiència mitjana de 748.000 espectadors i un 24,5% de quota de pantalla. Els persontatges entrevistats foren els següents:
| Capítol | Personatge            | Dia d'emissió | Quota | Espectadors |
| ------- | --------------------- | ------------- | ----- | ----------- |
| 1       | Teresa Gimpera        | 13/09/2010    | 27,7% | 722.000     |
| 2       | Andreu Buenafuente    | 20/09/2010    | 27,2% | 880.000     |
| 3       | Eduard Punset         | 27/09/2010    | 25.5% | 827.000     |
| 4       | Antoni Bassas         | 04/10/2010    | 25,5% | 629.000     |
| 5       | Xavier Gabriel        | 12/10/2010    | 19,1% | 557.000     |
| 6       | Mossèn Ballarín       | 19/10/2010    | 28,2% | 893.000     |
| 7       | Boris Izaguirre       | 25/10/2010    | 26,4% | 889.000     |
| 8       | Gemma Mengual         | 01/11/2010    | 23,7% | 730.000     |
| 9       | Montserrat Carulla    | 15/11/2010    | 28,4% | 914.000     |
| 10      | Carme Ruscalleda      | 22/11/2010    | 20,3% | 565.000     |
| 11      | Pedro Ruiz            | 06/12/2010    | 20,3% | 618.000     |
| 12      | Estopa                | 13/12/2010    | 25,7% | 768.000     |
| 13      | Pau Riba              | 20/12/2010    | 24,8% | 735.000     |
| 14      | Resum de la temporada | 27/11/2010    | 15,5% | 356.000     |

### Segona temporada
| Capítol | Personatge          | Dia d'emissió | Quota | Espectadors |
| ------- | ------------------- | ------------- | ----- | ----------- |
| 15      | Quim Monzó          | 19/09/2011    | 25,2% | 820.000     |
| 16      | Teresa Forcades     | 26/09/2011    | 24,7% | 732.000     |
| 17      | Miquel Calçada      | 3/10/2011     | 23,9% | 726.000     |
| 18      | Bojan Krkic         | 10/10/2011    | 23,9% | 740.000     |
| 19      | Gerard Quintana     | 17/10/2011    | 22,9% | 710.000     |
| 20      | Santiago Dexeus     | 24/10/2011    | 25,6% | 803.000     |
| 21      | Benedetta Tagliabue | 31/10/2011    | 21,3% | 494.000     |
| 22      | Carles Rexach       | 7/11/2011     | 22,1% | 784.000     |
| 23      | Isidre Esteve       | 14/11/2011    | 21,5% | 725.000     |
| 24      | Xavier Sardà        | 21/11/2011    | 27,5% | 887.000     |
| 25      | Marina Rossell      | 5/12/2011     | 19,4% | 625.000     |
| 26      | Pilar Rahola        | 12/12/2011    | 25,8% | 840.000     |

### Tercera temporada
| Capítol | Personatge              | Dia d'emissió | Quota | Espectadors |
| ------- | ----------------------- | ------------- | ----- | ----------- |
| 27      | Jordi Pujol             | 17/09/2012    | 32,4% | 975.000     |
| 28      | Kílian Jornet i Burgada | 24/09/2012    | 27,4% | 793.000     |
| 29      | Lama Thubten Wangchen   | 1/10/2012     | 13%   | 280.000     |
| 30      | Neus Català             | 8/10/2012     | 19%   | 594.000     |
| 31      | Núria Feliu i Mestres   | 15/10/2012    | 20,7% | 676.000     |
| 32      | Josep Carreras          | 22/10/2012    | 20,6% | 652.000     |
| 33      | Maria Victòria Molins   | 29/10/2012    | 20,2% | 607.000     |
| 34      | Peret                   | 05/11/2012    | 20,1% | 685.000     |
| 35      | Joaquim Barraquer Moner | 12/11/2012    | 22,4% | 737.000     |
| 36      | Lluís Llongueras Batlle | 19/11/2012    | 19,9% | 626.000     |
| 37      | Marc Márquez i Alenta   | 26/11/2012    | 20,0% | 692.000     |
| 38      | Xavier Rubert de Ventós | 03/12/2012    | 20,4% | 679.000     |
| 39      | Ferran Adrià Acosta     | 10/12/2012    | 28,5% | 925.000     |

### Quarta temporada
| Capítol | Personatge           | Dia d'emissió | Quota | Espectadors |
| ------- | -------------------- | ------------- | ----- | ----------- |
| 40      | Andrés Iniesta       | 16/09/2013    | 28,8% | 936.000     |
| 41      | Xavier Novell        | 23/09/2013    | 15,6% | 459.000     |
| 42      | Andy Trias           | 30/09/2013    | 16,5% | 513.000     |
| 43      | Jorge Javier Vázquez | 07/10/2013    | 20,5% | 647.000     |
| 44      | Xavier Sala i Martín | 21/10/2013    | 22,1% | 699.000     |
| 45      | Maruja Torres        | 28/10/2013    | 18,9% | 612.000     |
| 46      | Montserrat Fontané   | 04/11/2013    | 20,2% | 674.000     |
| 47      | Jaume Sisa           | 11/11/2013    | 17,9% | 577.000     |
| 48      | Arcadi Oliveres      | 04/11/2013    | 17,1% | 535.000     |
| 49      | Josep Maria Mainat   | 04/11/2013    | 19,5% | 658.000     |
| 50      | Laia Sanz            | 04/11/2013    | 18,2% | 610.000     |
| 51      | Marc Gasol           | 04/11/2013    | 20,4% | 655.000     |

### Cinquena temporada
| Capítol | Personatge               | Dia d'emissió | Quota | Espectadors |
| ------- | ------------------------ | ------------- | ----- | ----------- |
| 52      | Lluís Llach              | 28/09/2014    | 23,8% | 725.000     |
| 53      | Ada Colau                | 05/10/2014    | 17,8% | 545.000     |
| 54      | Senyora Rius             | 12/10/2014    | 14,9% | 452.000     |
| 55      | Tomeu Penya              | 19/10/2014    | 12,2% | 297.000     |
| 56      | Sor Lucía Caram          | 26/10/2014    | 18,7% | 521.000     |
| 57      | Josep-Lluís Carod-Rovira | 16/11/2014    | 18,1% | 582.000     |
| 58      | Francesc Granja          | 23/11/2014    | 11,4% | 360.000     |
| 59      | Mari Pau Huguet          | 07/12/2014    | 16,0% | 482.000     |
| 60      | Albert Serra i Juanola   | 21/12/2014    | 12,4% | 394.000     |
| 61      | Leopoldo Pomés           | 11/01/2015    | 11,3% | 334.000     |
| 62      | Joan Massagué i Solé     | 18/01/2015    | 13,3% | 445.000     |
| 63      | Jaume Marsé              | 25/01/2015    | 16,1% | 504.000     |

## Premis i reconeixements
- Premi Zapping 2011[57]
- Premis Ondas de televisió 2011: millor programa emès per una cadena no-estatal.[58]
- Premi Nacional de Comunicació 2014[59]